# Comenduno (famiglia)
I Signori di Comenduno conosciuti anche come de Comenduno o dopo il XV secolo come Signori, sono un'antica famiglia nobile originaria di Bergamo, di parte guelfa, fedele alla Chiesa e alla Repubblica di Venezia, la quale nel 1228 venne investita del feudo vescovile di Comenduno, frazione di Albino e che dal XIII secolo ebbe una grande fortuna economica e politica. La famiglia Signori generò cardinali, cavalieri, ambasciatori, giuristi, studiosi, poeti, pittori, mecenati.

## Origini
L'origine tedesca della famiglia dei Signori di Comenduno come proposto da Pietro de' Signori da Comenduno nella sua ricerca del 1823 è attendibile essendoci numerosi documenti custoditi sia in archivi privati che pubblici oltre che diversi ben noti libri che lo comprovano come ad esempio "La Vie Du Cardinal Jean-François Commendon", Livre Premier - Chapitre Premier, di Antonio Maria Graziani. Pietro Signori attraverso la sua ricerca riteneva di poter ottenere per la propria famiglia il diritto di patronato della cappellania per la Chiesa della Visitazione di Maria Santissima a Sant'Elisabetta di Comenduno. Nel suo libro fa risalire le sue ricerche, con documenti autenticati da notai dell'epoca, fino al 1228 a Gataldo Wapper fu Degoldo comandante dell'imperatore Federico II. Documenti nell'archivio della Biblioteca Mai di Bergamo provano come capostipite della genealogia Wapper un certo "Clarissimus D. Emanuel Wapper" Barone vissuto nell'anno 948 a Loitz in Germania. La pergamena redatta a Bergamo ex Sala dei Consigli giorno 12 di Marzo dell'anno 1596 Indice 9. Autenticata da "I sottoscritti sono in fede Jo: Franciscus Zanchus Magnifico Cancelliere della Città e Gabriel Salvaneus il Gran Cancelliere dello Stato ha firmato e sigillato gli scritti" menziona il diploma di investitura del 16 Maggio 1228 scritto da Giovanni Ponzio di Antiochia rinforzato dalla firma di Federico II oltre a una parziale e comprovata (attraverso riscontri incrociati in altri archivi) genealogia della famiglia Signori di Comenduno.
Una imbreviatura del notaio Guglielmo Carbonari cita i figli di ser Gataldo di Comenduno abitanti a Bergamo in borgo Sant'Andrea. Il termine ser indicherebbe persona dedita al commercio, si ritiene quindi che si trattasse di una famiglia di mercanti
L'archivio del notaio Venturino Gaverina permette una ricostruzione storica delle famiglie di Albino a partire dalla metà del XIV secolo. Dagli atti si desume che erano ben 51 i componenti la famiglia divisi in una discendenza di sei rami ai quali seguirono Pietro e Michele dai quali discesero una trentina di nuclei familiari. Questi abitavano a Bergamo in borgo Sant'Andrea, ma possedevano molti terreni e fabbricati a Comenduno, che vendevano, affittavano, gestivano bestiame, concedendo e assumendo mutui.

## Blasoni
(de) Signori
Arma : Di verde al palo partito di rosso e d'oro accostato d'ambo i lati da tre caprioli d'oro rovesciati. (Da un diploma di cittadinanza della città di Bergamo. Raccolta Camozzi, n. 3253).
Alias : D'azzurro al palo d'oro accostato d'ambo i lati da tre caprioli d'oro rovesciati.(Raccolta Camozzi, n. 3275; Raccolta Muletti, n. 112).
Alias : Idem, idem, col cimiero : drago nascente di verde e nero tormentato al collo di una vera d'argento.
Ornamenti : Cappello da cardinale e mitra arcivescovile coi pastorali delle due dignità ; diverse bandiere, tra cui una dell'Impero Romano con la sigla S.P.Q.R. (Stemma in pietra a Bagnatica e ad Alzano maggiore ; Raccolta Camozzi, n. 3436).

## Personaggi
- Gataldo dei Signori di Comenduno. Vissuto nel XIII secolo. Nobile uomo, che nel suo paese di Lutetia, Germania, era chiamato con il soprannome Wapper, e lì era tra la nobiltà, e che con i suoi possedimenti si trasferì a Bergamo a causa dell'assoluto dominio della città di Commenduno, alla quale con tutte le sue pertinenze ed altiri diritti sopra i medesimi tre villaggi per la sua eccezionale fedeltà e abbondanza di meriti in pace ed in guerra Federico II l'invincibilissimo imperatore contribuì generosamente, come ci è chiaramente stabilito dall'antico diploma del 16 maggio dell'anno della redenzione 1228 rinforzato dalla firma di Federico II e scritto da Giovanni Ponzio di Antiochia. La pergamena redatta a Bergamo ex Sala dei Consigli giorno 12 di Marzo dell'anno 1596 Indice 9. Bergamo, Biblioteca Civica „Angelo Mai“
- Franceschino dei Signori di Comenduno. Vissuto nel XIV secolo. "Fundator Capelle S. Maria de Comenduno", fondatore della Chiesa della Visitazione di Maria Santissima a Sant'Elisabetta. La chiesa fu costruita nel XIV secolo da Franceschino Signori da Comenduno. Nel corso del XX secolo fu donata alla parrocchia.
- Isnardo Comenduno pittore e suo figlio Bartolomeo citati attivi verso la metà del ‘300. Bartolomeo nel 1367 a 13 anni diventò allievo a bottega di Pasino da Nova[4], resterà a lavorare presso il pittore almeno per otto anni. Nel 1371 sarà il suo aiutante nella realizzazione dei fregio del battistero della basilica di Santa Maria Maggiore che si trova a Bergamo Città Alta.
- Antonio Comenduno detto Bugatto. Fu tra i personaggi più attivi nei secoli XIV e XV ad Albino. Bergamo e le valli, vissero un periodo di grandi scontri e faide tra le famiglie di corrente guelfa e ghibellina. I Signori di fazione guelfa, con a capo Antonio Signori detto Bugatto, con i figli, si misero a capo di una banda guelfa per compiere azioni militari contro i Suardi (ghibellini) nel territorio bergamasco[5].Già il 4 marzo 1380 furono uccisi nella chiesa di San Giuliano di fazione guelfa, a favore della chiesa, quaranta seguaci dei Suardi che erano imperialisti. Il 19 maggio 1398 Bugatto con il suo esercito, distrusse la torre di Albrighino Dardanoni[6]. Questo gli diede molto consenso dalla repubblica veneta che conferì il 18 giugno 1428 a lui e ai suoi figli Isnardo, Conzino e Giovanni, per la loro dedizione alla Val Seriana una pensione vitalizia. La pensione mensile fu di 20 fiorini d'oro ciascuno, con la motivazione di essere Fedelissimi nostri pergamenses principales capita montanearum et vallium pergamensim. I Signori di Comenduno nel 1430 risiedevano nella vicinia di San Pancrazio ed erano proprietari di molti beni immobiliari, rendendoli tra le famiglie più ricche e antiche della città.[7]
- Isnardo Comenduno, si registra la sua residenza ad Albino, nel palazzo di fronte alla chiesa di San Bartolomeo. Ricoprì molti incarichi pubblici cittadini diventando ambasciatore a Venezia dal 1439, podestà di Lovere nel 1447 e nel 1467 Vicario della Val Seriana. La sua presenza fu fondamentale nella storia albinese diventando anche arbitro super partes nelle controversie cittadine. In particolare sul ricalcolo delle decime nel 1451 con il comune di Bondo Petello, con la diocesi di Bergamo nel 1462,  per il riparto delle spese tra i comuni di Albino, Desenzano e Comenduno per la riparazione del ponte sul Serio a cui aveva dato un contributo. Fu tra i curatori dello statuto del comune Maggiore di Albino nel 1468. A lui si deve la decorazione del palazzo di cui sono rimaste alcune parti a testimonianza. Sulla parete di fronte alla chiesa degli agostiniani è raffigurato il Leone alato simbolo dell'appartenenza alla Repubblica veneta, indicandone anche la ricchezza della famiglia grazie al commercio di panni di lana, commercio incrementato dagli scambi con Venezia; lo stemma della famiglia sulla chiave di volta del portale in bugnato di pietra, le figure di sant'Antonio abate e l'Annunciazione. Le pitture sono intercalate dai blasoni della famiglia Seradobati e dal loro marchio mercantile. Gli Seradobati furono una famiglia che abitava il palazzo nel XV secolo[8]. Fu sposato a Daurata dal quale ebbe la figlia Elisabetta che andò in sposa nel 1468 a Michele Alberto Carrara[9].
- Conzino o Concino dei Signori di Comenduno (fratello di Isnardo). La sua storia si unisce a quella del miracolo di Venturina. Egli ritenne che la miracolosa guarigione dalla grave malattia che aveva colpito le sue figlie, fosse opera della Madonna della Gamba. Fece costruire la piccola chiesa intitolata alla Vergine della Natività, furono il figlio Carlo con lo zio Isnardo a progettare la realizzazione del Convento di Santa Maria della Ripa nel 1463 assegnata ai Carmelitani della Congregazione di Mantova. Nelle due chiese furono poste le tombe della famiglia dei Signori di Comenduno.
- Mag.co Cav. Leonardo dei Signori di Comenduno  (+ ottobre 1523). Avvocato, figlio del Nobile uomo Carlo dei Signori di Comenduno, ebbe un ruolo importante presso l'amministrazione comunale nei primi anni del '500. Era Cavaliere dell'Ordine della Milizia Aurata oggi Ordine dello Speron d'oro. Nel 1510 fu prigioniero dei francesi con altri undici bergamaschi. Liberato l'anno successivo fece parte del consiglio dei 10 diventando ambasciatore a Venezia.[10] Nel libro "Codici e incunaboli miniati della Biblioteca civica di Bergamo" viene presentato, tra tanti altri, un documento così descritto: Collcazione all'interno e all'esterno del piatto anteriore. Lo stemma raffigurato a c. Ir della famiglia Comenduno è accompagnato dalle lettere C.A. che potrebbero indicare Antonio Comenduno, soprannominato Bugatto, iniziatore delle fortune della famiglia. A c. 18r si trova una nota di possesso : "D. Leonardi Comenduni iuris utriusque doctoris". Leonardo Comenduno fu giurista e ambasciatore ( a Milano e Venezia) e visse a Bergamo tra il XV e il XVI secolo. I Comenduno, in particolare con la figura del giurista Isnardo, presero parte alla revisione degli statuti della città eseguita nel 1453. Il testo, copia degli statuti di Bergamo del 1453, è scritto in latino e la probabile area di provenienza è Bergamo.[11]
- Giovanni Pietro Signori fu co-fondatore della "Confraternita dei Bergamaschi a Roma". Nell'agosto del 1539, per iniziativa del canonico Gian Giacomo Tasso, i bergamaschi residenti a Roma si costituirono in confraternita per reciproco aiuto ed assistenza; chiesero ed ottennero dai canonici di S. Pietro per loro uso particolare la chiesetta di S. Macuto, che oggi ancora si vede, rifabbricata davanti a S. Ignazio, e la dedicarono ai SS. Bartolomeo e Alessandro.
- Sua Eminenza Illustrissima e Reverendissima Giovanni Francesco Commendone o Giovanni Francesco Signori detto Commendone  (Venezia, 17 marzo 1524 - Padova, 26 Dicembre 1584) Cardinale e Nunzio Apostolico della Chiesa Cattolica. Nato a Venezia da Antonio Signori di Comenduno originario di Bergamo, medico e cultore di studi umanistici, e dalla nobile Laura Barbarigo. "Commendone" deriva dalla francesizazione di Comenduno data la sua fama non solo in Italia ma soprattutto all'estero con la conseguente pubblicazione di varie sue biografie in lingua Francese.
- Bartolomeo Signori, capitano resosi famoso nel terzo decennio del Seicento per le sue gesta al comando di truppe dell’imperatore Ferdinando II d’Asburgo, come descritto a pg.338 nel "Campidoglio de Gverrieri ed Altri Illustri Personaggi di Bergamo" del p. Donato Calvi
- Sua Ecc. Rev.ma Mons.Giosuè Signori,  (Comenduno, 18 dicembre 1859 – Genova, 25 novembre 1923) Mons. Giosue Signori è stato un arcivescovo cattolico italiano.

La famiglia si divise poi in molti rami prendendo il nome dai soprannomi, tra questi Gio.Alberto Romano si stanziò a Roma da qui il soprannome, fu tra i membri della Confraternita dei Bergamaschi.
Col cognome Comenduno o Signori di Comenduno entrarono nel Consiglio di Bergamo :
--- Comino e Isnardo nel 1433
--- Carlo nel 1476
--- Pietro nel 1484
--- Angelo nel 1489
--- Leonardo nel 1496
--- Scipione nel 1502
--- Alessandro nel 1512
--- Girolamo nel 1520
--- Marc' Antonio nel 1526
--- Giovan Francesco nel 1532 e così di seguito fino a
--- Giuseppe nel 1763-1780
--- Pietro nel 1765-1787
Nell'Elenco del 1828 ed in quello del 1840 è iscritto Comenduno Marcantonio quondam Carlo. Aveva ottenuto il riconoscimento della nobiltà il 19 novembre 1820.
Nell'Elenco del 1828 sono iscritti inoltre : Signori (De) Luigi, Giacomo Antonio, Francesco e Giovanni quondam Marco, già riconosciuti nobili 8 ottobre 1818.
Nell'Elenco del 1840 sono ancora iscritti : Francesco e Giovanni.
La famiglia è iscritta nell' El.Uff.Nob.Ital del 1922 col titolo di Nobile (mf), in persona degli ultimi riconosciuti Antonio, Francesco, Giovanni, di Marco (1818).